# ПАР на Чемпіонаті світу з водних видів спорту 2015
ПАР взяла участь у Чемпіонаті світу з водних видів спорту 2015, який пройшов у Казані (Росія) від 24 липня до 9 серпня.

## Медалісти
| Медаль | Ім'я                 | Вид спорту                 | Дисципліна                  | Дата     |
| ------ | -------------------- | -------------------------- | --------------------------- | -------- |
| 1      | Чад Хо               | Плавання на відкритій воді | 5 км (чоловіки)             | 25 липня |
| 1      | Чад ле Клос          | Плавання                   | 100 м батерфляєм (чоловіки) | 8 серпня |
| 2      | Камерон ван дер Бург | Плавання                   | 100 м брасом (чоловіки)     | 3 серпня |
| 2      | Камерон ван дер Бург | Плавання                   | 50 м брасом (чоловіки)      | серпня 5 |
| 2      | Чад ле Клос          | Плавання                   | 200 м батерфляєм (чоловіки) | 5 серпня |

## Стрибки у воду
Спортсменки ПАР кваліфікувалися на змагання з індивідуальних та синхронних стрибків у воду.
Жінки
| Спортсменка                   | Дисципліна                   | Попередні змагання | Попередні змагання | Півфінали        | Півфінали        | Фінал            | Фінал            |
| Спортсменка                   | Дисципліна                   | Очки               | Місце              | Очки             | Місце            | Очки             | Місце            |
| ----------------------------- | ---------------------------- | ------------------ | ------------------ | ---------------- | ---------------- | ---------------- | ---------------- |
| Мікаела Бутер                 | Трамплін, 1 метр             | 227.50             | 22                 | Н/Д              | Н/Д              | Завершила виступ | Завершила виступ |
| Джулія Вінсент                | Трамплін, 1 метр             | 229.15             | 21                 | Н/Д              | Н/Д              | Завершила виступ | Завершила виступ |
| Мікаела Бутер                 | Трамплін, 3 метри            | 258.30             | 27                 | Завершила виступ | Завершила виступ | Завершила виступ | Завершила виступ |
| Джулія Вінсент                | Трамплін, 3 метри            | 238.95             | 33                 | Завершила виступ | Завершила виступ | Завершила виступ | Завершила виступ |
| Джеймі Гандрі                 | Вишка, 10 метрів             | 245.60             | 34                 | Завершила виступ | Завершила виступ | Завершила виступ | Завершила виступ |
| Ніколь Джилліс Джулія Вінсент | Синхронний трамплін, 3 метри | 237.93             | 15                 | Н/Д              | Н/Д              | Завершили виступ | Завершили виступ |

## Плавання на відкритій воді
Шестеро спортсменів ПАР кваліфікувалися на змагання з плавального марафону на відкритій воді.
Чоловіки
| Спортсмен       | Дисципліна | Час          | Місце        |
| --------------- | ---------- | ------------ | ------------ |
| Чад Хо          | 5 км       | 55:17.6      | 1            |
| Чад Хо          | 10 км      | 1:50:47.9    | 19           |
| Деніел Мерейс   | 10 км      | Не фінішував | Не фінішував |
| Ніко Мануссакіс | 5 км       | 55:26.5      | 16           |
| Ніко Мануссакіс | 25 км      | 5:20:47.2    | 23           |

Жінки
| Спортсменка   | Дисципліна | Час       | Місце |
| ------------- | ---------- | --------- | ----- |
| Кармен Ле Руа | 5 км       | 1:04:06.3 | 27    |
| Кармен Ле Руа | 10 км      | 2:06:37.5 | 41    |
| Кларіс Ле Руа | 5 км       | 1:05:50.8 | 32    |
| Мішель Вебер  | 10 км      | 1:59:28.7 | 19    |

Змішаний
| Спортсмени                        | Дисципліна | Час       | Місце |
| --------------------------------- | ---------- | --------- | ----- |
| Чад Хо Деніел Мерейс Мішель Вебер | Команда    | 1:00:31.2 | 18    |

## Плавання
Плавці ПАР виконали кваліфікаційні нормативи в дисциплінах, які наведено в таблиці (не більш як 2 плавці на одну дисципліну за часом нормативу A, і не більш як 1 плавець на одну дисципліну за часом нормативу B):
Чоловіки
| Спортсмен            | Дисципліна           | Попередній заплив | Попередній заплив | Півфінал        | Півфінал        | Фінал           | Фінал           |
| Спортсмен            | Дисципліна           | Час               | Місце             | Час             | Місце           | Час             | Місце           |
| -------------------- | -------------------- | ----------------- | ----------------- | --------------- | --------------- | --------------- | --------------- |
| Майлс Браун          | 200 м вільним стилем | 1:47.48           | 15 Q              | 1:47.55         | 12              | Завершив виступ | Завершив виступ |
| Майлс Браун          | 400 м вільним стилем | 3:48.86           | 18                | Н/Д             | Н/Д             | Завершив виступ | Завершив виступ |
| Майлс Браун          | 800 м вільним стилем | 8:04.47           | 28                | Н/Д             | Н/Д             | Завершив виступ | Завершив виступ |
| Чад ле Клос          | 200 м вільним стилем | 1:47.17           | 12 Q              | 1:46.10         | 4 Q             | 1:46.53         | 6               |
| Чад ле Клос          | 50 м батерфляєм      | 23.45             | 8 Q               | 23.49           | 14              | Завершив виступ | Завершив виступ |
| Чад ле Клос          | 100 м батерфляєм     | 51.83             | 8 Q               | 51.11           | 3 Q             | 50.56 AF        | 1               |
| Чад ле Клос          | 200 м батерфляєм     | 1:56.92           | =14 Q             | 1:54.50         | 2 Q             | 1:53.68         | 2               |
| Себастьян Руссо      | 200 м батерфляєм     | 1:56.29           | 11 Q              | 1:56.96         | 13              | Завершив виступ | Завершив виступ |
| Себастьян Руссо      | 400 м комплексом     | 4:20.16           | 21                | Н/Д             | Н/Д             | Завершив виступ | Завершив виступ |
| Ейртон Свіні         | 200 м брасом         | 2:14.98           | 33                | Завершив виступ | Завершив виступ | Завершив виступ | Завершив виступ |
| Камерон ван дер Бург | 50 м брасом          | 26.62 WR          | 1 Q               | 26.74           | 2 Q             | 26.66           | 2               |
| Камерон ван дер Бург | 100 м брасом         | 58.59             | 2 Q               | 58.49           | 2 Q             | 58.59           | 2               |
| Камерон ван дер Бург | 200 м брасом         | 2:12.37           | 21                | Завершив виступ | Завершив виступ | Завершив виступ | Завершив виступ |

## Синхронне плавання
Троє спортсменок ПАР кваліфікувалися на змагання з синхронного плавання.
| Спортсменка                      | Дисципліна              | Попередні змагання | Попередні змагання | Фінал            | Фінал            |
| Спортсменка                      | Дисципліна              | Очки               | Місце              | Очки             | Місце            |
| -------------------------------- | ----------------------- | ------------------ | ------------------ | ---------------- | ---------------- |
| Керрі Норден                     | соло, технічна програма | 61.7306            | 34                 | Завершила виступ | Завершила виступ |
| Керрі Норден                     | соло, довільна програма | 65.6667            | 27                 | Завершила виступ | Завершила виступ |
| Емма Маннерс-Вуд Лаура Страгнелл | дует, технічна програма | 65.3539            | 37                 | Завершила виступ | Завершила виступ |
| Емма Маннерс-Вуд Лаура Страгнелл | дует, довільна програма | 66.0000            | =35                | Завершила виступ | Завершила виступ |

## Водне поло

### Чоловічий турнір
Склад команди
- Двейн Флетчер
- Етьєнн Ле Руа
- Девон Кард
- Ігнардус Баденгорст
- Ніколас Гок
- Жоао Марко де Карвальйо
- Дейн Джагга
- Джеред Вінгейт-Пірс
- Дін Вайт
- П'єр Ле Руа
- Ніколас Моліно
- Веслі Богата
- Джуліан Льюїс

Груповий етап
| Поз | Команда   | І | В | Н | П | ГЗ | ГП | РГ  | О | Кваліфікація         |
| --- | --------- | - | - | - | - | -- | -- | --- | - | -------------------- |
| 1   | Угорщина  | 3 | 3 | 0 | 0 | 52 | 13 | +39 | 6 | Вийшли у чвертьфінал |
| 2   | Казахстан | 3 | 2 | 0 | 1 | 34 | 24 | +10 | 4 | Вийшли в плей-оф     |
| 3   | ПАР       | 3 | 1 | 0 | 2 | 17 | 37 | −20 | 2 | Вийшли в плей-оф     |
| 4   | Аргентина | 3 | 0 | 0 | 3 | 17 | 46 | −29 | 0 |                      |

| 27 липня 2015 13:30 | протокол | ПАР                                      | 10 – 6 | Аргентина | Казань Attendance: 913 |
| 27 липня 2015 13:30 | протокол | Рахунок за періодами: 6–2, 1–2, 1–1, 2–1 |        |           | Казань Attendance: 913 |
| 27 липня 2015 13:30 | протокол | Е. Ле Руа, П. Ле Руа 3                   | Голів  | Яньєс 3   | Казань Attendance: 913 |

| 29 липня 2015 12:10 | протокол | ПАР                                      | 4 – 17 | Угорщина     | Казань Attendance: 1,127 |
| 29 липня 2015 12:10 | протокол | Рахунок за періодами: 1–5, 0–3, 2–4, 1–5 |        |              | Казань Attendance: 1,127 |
| 29 липня 2015 12:10 | протокол | Моліно 2                                 | Голів  | Ден. Варга 5 | Казань Attendance: 1,127 |

| 31 липня 2015 09:30 | протокол | ПАР                                      | 3 – 14 | Казахстан  | Казань Attendance: 884 |
| 31 липня 2015 09:30 | протокол | Рахунок за періодами: 0–4, 1–3, 1–5, 1–2 |        |            | Казань Attendance: 884 |
| 31 липня 2015 09:30 | протокол | троє гравців 1                           | Голів  | Аксьонов 5 | Казань Attendance: 884 |

Ігри на вибування
| 2 серпня 2015 20:10 | протокол | ПАР                                      | 1 – 17 | Австралія | Казань Attendance: 213 |
| 2 серпня 2015 20:10 | протокол | Рахунок за періодами: 1–5, 0–6, 0–2, 0–4 |        |           | Казань Attendance: 213 |
| 2 серпня 2015 20:10 | протокол | Е. Ле Руа 1                              | Голів  | Янгер 4   | Казань Attendance: 213 |

Півфінали за 9-12-те місця
| 4 серпня 2015 13:30 | протокол | Бразилія                                 | 16 – 5 | ПАР               | Казань Attendance: 213 |
| 4 серпня 2015 13:30 | протокол | Рахунок за періодами: 7–3, 2–2, 3–0, 4–0 |        |                   | Казань Attendance: 213 |
| 4 серпня 2015 13:30 | протокол | Врлич 5                                  | Голів  | п'ятеро гравців 1 | Казань Attendance: 213 |

Матч за 11-те місце
| 6 серпня 2015 10:50 | протокол | Казахстан                                | 11 – 7 | ПАР         | Казань Attendance: 450 |
| 6 серпня 2015 10:50 | протокол | Рахунок за періодами: 4–2, 1–2, 2–1, 4–2 |        |             | Казань Attendance: 450 |
| 6 серпня 2015 10:50 | протокол | Аксьонов 7                               | Голів  | П. Ле Руа 3 | Казань Attendance: 450 |

### Жіночий турнір
Склад команди
- Ребекка Томас
- Меган Паркес
- Кірен Пейлі
- Рубі Версфелд
- Меган Скулінг
- Аміка Галлендорфф
- Кімберлі Кай
- Делейні Крістієн
- Ліндсей Кіллін
- Дебора О'Ганлон
- Келсі Вайт
- Александр Гейскойн

Груповий етап
| Поз | Команда    | І | В | Н | П | ГЗ | ГП | РГ  | О | Кваліфікація         |
| --- | ---------- | - | - | - | - | -- | -- | --- | - | -------------------- |
| 1   | Австралія  | 3 | 3 | 0 | 0 | 35 | 14 | +21 | 6 | Вийшли у чвертьфінал |
| 2   | Нідерланди | 3 | 2 | 0 | 1 | 38 | 18 | +20 | 4 | Вийшли в плей-оф     |
| 3   | Греція     | 3 | 1 | 0 | 2 | 36 | 22 | +14 | 2 | Вийшли в плей-оф     |
| 4   | ПАР        | 3 | 0 | 0 | 3 | 6  | 61 | −55 | 0 |                      |

| 26 липня 2015 13:30 | протокол | ПАР                                      | 1 – 22 | Нідерланди | Казань Attendance: 1,049 |
| 26 липня 2015 13:30 | протокол | Рахунок за періодами: 1–6, 0–5, 0–3, 0–8 |        |            | Казань Attendance: 1,049 |
| 26 липня 2015 13:30 | протокол | Версфелд 1                               | Голів  | Клаассен 6 | Казань Attendance: 1,049 |

| 28 липня 2015 10:50 | протокол | Австралія                                | 19 – 1 | ПАР        | Казань Attendance: 456 |
| 28 липня 2015 10:50 | протокол | Рахунок за періодами: 6–0, 3–1, 7–0, 3–0 |        |            | Казань Attendance: 456 |
| 28 липня 2015 10:50 | протокол | Саутерн 5                                | Голів  | Версфелд 1 | Казань Attendance: 456 |

| 30 липня 2015 21:30 | протокол | ПАР                                      | 4 – 20 | Греція    | Казань Attendance: 130 |
| 30 липня 2015 21:30 | протокол | Рахунок за періодами: 1–5, 1–6, 1–4, 1–5 |        |           | Казань Attendance: 130 |
| 30 липня 2015 21:30 | протокол | Версфелд, Вайт 2                         | Голів  | Асімакі 5 | Казань Attendance: 130 |

Півфінали за 13-16-те місця
| 1 серпня 2015 10:50 | протокол | Нова Зеландія                            | 11 – 3 | ПАР             | Казань Attendance: 1,357 |
| 1 серпня 2015 10:50 | протокол | Рахунок за періодами: 2–0, 2–0, 4–3, 3–0 |        |                 | Казань Attendance: 1,357 |
| 1 серпня 2015 10:50 | протокол | Майлз 3                                  | Голів  | троє гравчинь 1 | Казань Attendance: 1,357 |

Матч за 15-те місце
| 3 серпня 2015 09:30 | протокол | ПАР                                      | 7 – 15 | Японія   | Казань Attendance: 329 |
| 3 серпня 2015 09:30 | протокол | Рахунок за періодами: 0–2, 0–2, 3–8, 4–3 |        |          | Казань Attendance: 329 |
| 3 серпня 2015 09:30 | протокол | Вайт 2                                   | Голів  | Накано 4 | Казань Attendance: 329 |